# Mickey Rooney
Mickey Rooney, ursprungligen Joseph Yule, Jr., född 23 september 1920 i Brooklyn i New York, död 6 april 2014 i Los Angeles, Kalifornien, var en amerikansk skådespelare, komiker och producent. Under Rooneys långa karriär hann han medverka i över 300 filmer, däribland 15 Andy Hardy-filmer (1937–1958), Vi charmörer (1939), Vi människor (1943), Över alla hinder (1944), Frukost på Tiffany's (1961), En ding, ding, ding, ding värld (1963) och Svarta hingsten (1979). 
År 1939 mottog Rooney en speciell "Ungdoms-Oscar" tillsammans med Deanna Durbin "för deras betydelsefulla bidrag att personifiera ungdomlig anda på filmduken". 1983 belönades han med en heders-Oscar för sin livslånga insats inom filmen. Rooneys karriär, som spänner över tio decennier från 1920-talet till 2010-talet, är en av filmhistoriens längsta. Han var gift åtta gånger - däribland med Ava Gardner - och fick fem söner och fyra döttrar.

## Biografi

### Karriär som barnskådespelare
Mickey Rooney föddes i en vaudeville-familj. Redan innan han fyllde två år debuterade han på scen. Han började inom filmbranschen som barn där han spelade med i över fyrtio stumfilmer mellan 1927 och 1933. Han spelade rollen som Mickey McGuire. Under denna period träffade han en gång Walt Disney. Rooney hävdade senare att Disney tagit namnet till Musse Pigg (Mickey Mouse) från hans rollfigur. 
1932 bytte han officiellt namn till Mickey Rooney. 1934 skrev han kontrakt med MGM och fick börja på filmbolagets skola för professionella barnskådespelare. Succérollen som Andy Hardy i A Family Affair 1937 ledde till att han fick spela i ytterligare fjorton filmer mellan 1938 och 1958. Utanför Andy Hardy-serien syntes han även i filmer som Havets hjältar (1937) och Han som tänkte med hjärtat (1938). Under andra världskriget spelade han mot Judy Garland i flera filmer.

### Efter kriget

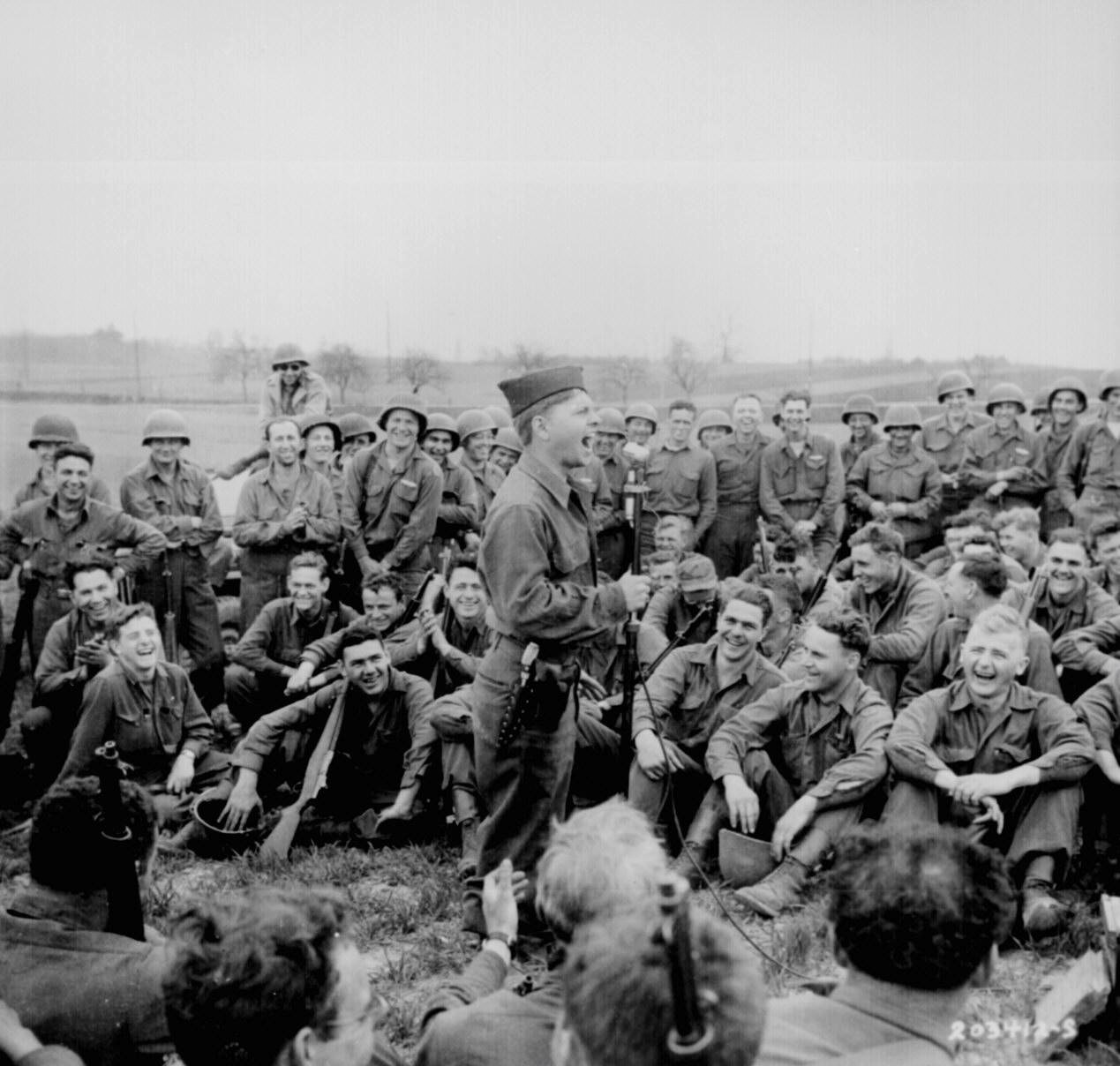
Rooney underhåller trupper 1945.

1944 påbörjade Rooney sin militärtjänst vilken varade i 21 månader, till strax efter krigsslutet. Under och efter kriget hjälpte han till att underhålla trupperna i USA och Europa. För dessa insatser fick han Bronze Star-medaljen, liksom en rad andra utmärkelser. Efter kriget dalade karriären. Han dök upp i ett antal filmer, däribland I mitt hjärta det sjunger 1948, där han för sista gången uppträdde på film tillsammans med Judy Garland. 
Rooneys första tv-serie The Mickey Rooney Show: Hey, Mulligan (skapad av Blake Edwards med Rooney som sin egen producent), sändes på TV-kanalen NBC i trettiotvå avsnitt mellan 28 augusti 1954 och 4 juni 1955. 1951 gjorde han en långfilm för Columbia Pictures, My True Story med Helen Walker i huvudrollen. 1958 var han värd för ett avsnitt av NBC:s kortlivade komedi Club Oasis tillsammans med Dean Martin och Frank Sinatra.
Rooney fortsatte sin skådespelarkarriär på tv och film även som vuxen. Han syntes bland annat i Frukost på Tiffany's (1960), En ding, ding, ding, ding värld (1963), Babe - en gris kommer till stan (1998) och Natt på museet (2006).

### Privatliv
Mickey Rooney var gift första gången med Ava Gardner 10 januari 1942 – 21 maj 1943, andra gången med Betty Jane Rase 30 september 1944 – 3 juni 1949, tredje gången med Martha Vickers 3 juni 1949 – 25 september 1951, fjärde gången med Elaine Devry 1952 – maj 1959, femte gången med Carolyn Mitchell 1 december 1958 – 31 januari 1966, sjätte gången med Marge Lane 1967 under 100 dagar, sjunde gången med Carolyn Hockett 1969–1974 och åttonde gången med Jan Chamberlin från 18 juli 1978. I andra äktenskapet föddes två barn, i tredje äktenskapet ett barn, i femte äktenskapet fyra barn och i sjunde äktenskapet två barn.

## Filmografi i urval
- 1935 – Ljuva ungdomstid
- 1935 – Hjärter i trumf
- 1936 – Lille lorden
- 1937 – A Family Affair
- 1937 – Havets hjältar
- 1937 – Född till gentleman
- 1937 – Andy Hardy på vift

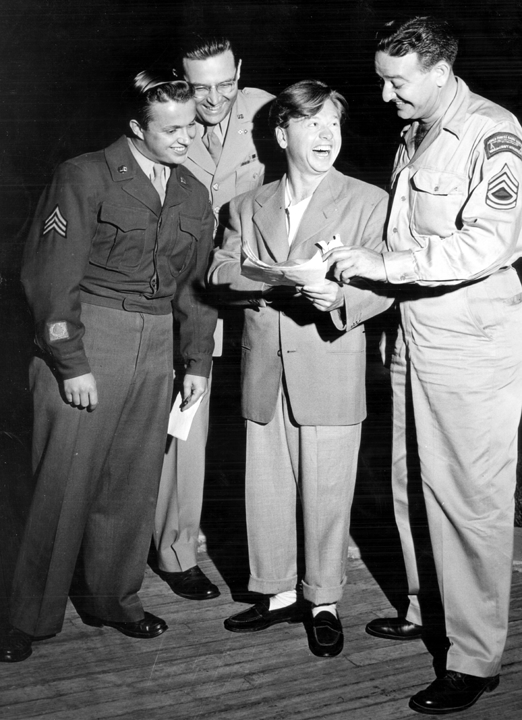
Rooney (mitten) på 1940-talet.

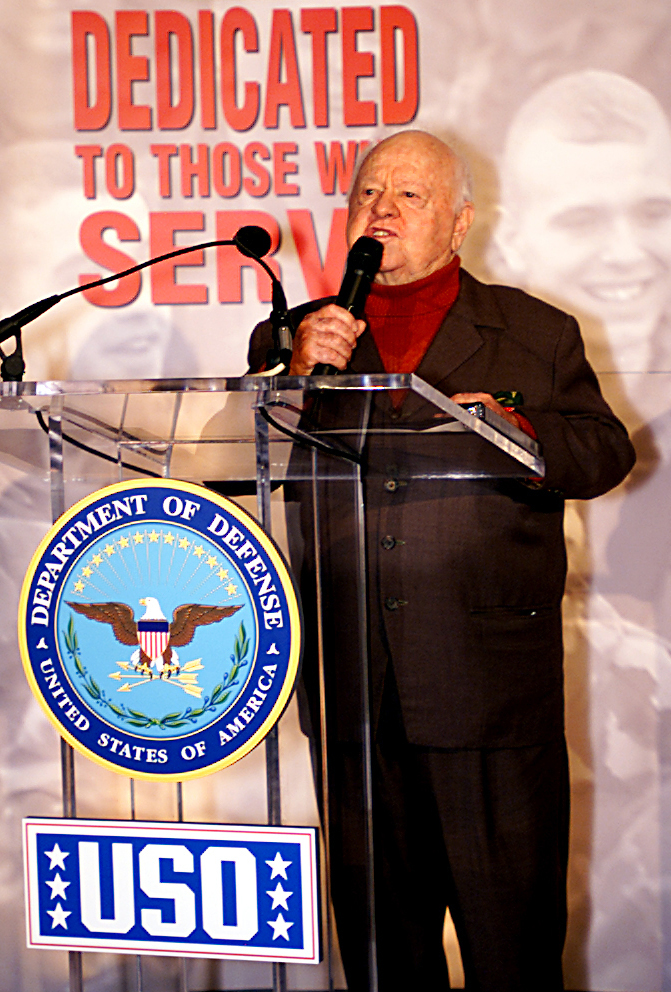
Rooney talar i Pentagon år 2000.

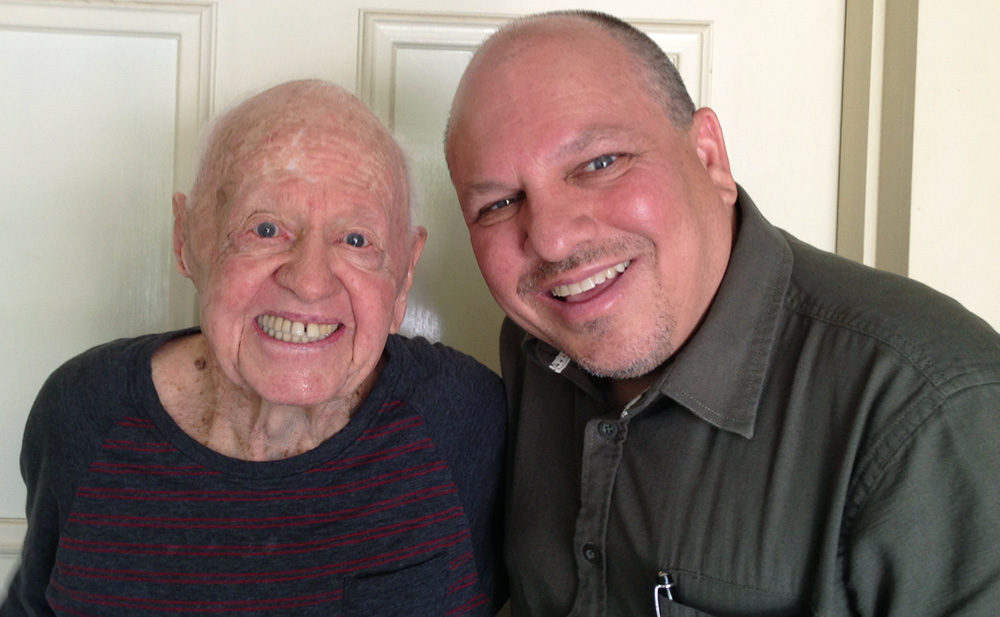
Rooney (till vänster) år 2013.

- 1938 – Familjen Hardy reser till sta'n
- 1938 – Andy Hardy och kärleken
- 1938 – Andy Hardy i vilda västern
- 1939 – Andy Hardy får vårkänslor
- 1939 – Stackars Andy Hardy!
- 1939 – Andy Hardy lever högt
- 1939 – Vi charmörer
- 1939 – Huckleberry Finns äventyr
- 1940 – Unge Edison
- 1940 – Andy Hardy och oskulden
- 1940 – Vi jazzkungar
- 1941 – Andy Hardys privatsekreterare
- 1941 – Andy Hardy lever livet
- 1941 – Vi på Broadway
- 1942 – Charmören Andy Hardy
- 1942 – Andy Hardys dubbelliv
- 1943 – Vi i vilda västern
- 1944 – Andy Hardy och blondinerna
- 1946 – Andy Hardys kärleksbekymmer
- 1948 – Ljuva ungdomstid
- 1948 – I mitt hjärta det sjunger
- 1949 – Lek med döden
- 1953 – Broarna vid Toky-Ri
- 1958 – En trevlig liten bank som borde rånas
- 1958 – Andy Hardy kommer hem
- 1961 – Frukost på Tiffany's
- 1963 – En ding, ding, ding, ding värld
- 1977 – Biljett till helvetet
- 1977 – Peter och draken Elliot
- 1979 – Svarta hingsten
- 1981 – Micke och Molle (röst)
- 1989 – Erik Viking
- 1998 – Babe - en gris kommer till stan
- 2006 – Natt på museet
- 2014 – Natt på museet: Gravkammarens hemlighet